# Erebia neoridas
La montañesa convexa (Erebia neoridas) es un lepidóptero ropalócero de la familia Nymphalidae que se encuentra en cordilleras del suroeste de Europa.

## Distribución
Se distribuye en zonas de los Pirineos (sobre todo al este) y Prepirineo, Macizo Central, Alpes franceses (desde la Alta Saboya hasta los Alpes marítimos, Vaucluse e Isère), Alpes italianos (desde los Alpes Marítimos hasta el Valle de Susa), Alpes Apuans y centro de los Apeninos.

## Hábitat
Zonas arbustivas, herbosas y bosque abierto. La oruga se alimenta de gramíneas como Digitaria sanguinalis, Poa annua, Poa pratense, Festuca ovina, Festuca lenensis.

## Período de vuelo
Univoltina, vuela en una generación al año, entre principios de agosto a comienzos de octubre. Las primeras hembras emergen unas dos semanas después de que lo hagan los primeros machos.

## Sinónimos
- Satyrus neoridas (Boisduval, 1828)[1]
- Erebia additionalis (Stetter-Stättermayer, 1933)
- Erebia bella (Stetter-Stättermayer, 1933)
- Erebia canigoulensis (Stetter-Stättermayer, 1933)
- Erebia maculata (Stetter-Stättermayer, 1933)
- Erebia magnocellata (Verity, 1953)
- Erebia parva (Eisner, 1946)
- Erebia rubrodiluta (Verity, 1953)
- Erebia semiocellata (Stetter-Stättermayer, 1933)
- Erebia unicolor (Stetter-Stättermayer, 1933)
- Erebia vernetensis (Stetter-Stättermayer, 1933)[2]